# أحلام البنات (مسلسل)
أحلام البنات مسلسل مصري عرض في شهر رمضان عام 2004م وعدد حلقاته 34 حلقة.

## طاقم العمل

### الممثلين
- ندى بسيوني
- دلال عبد العزيز
- مصطفى فهمي
- طارق لطفي
- أحمد عبد الوارث
- محمد ياقوت
- علي عماد
- عزة بهاء
- حسن مصطفى
- إبراهيم خان
- ميمي جمال
- محمد الدفراوي
- زيزي مصطفى
- جلال عيسى
- صبري عبد المنعم
- ليلى جمال
- شريف خير الله
- مها أبو عوف
- سامح السيد
- ماجدة الخطيب
- سعيد طرابيك
- أديب الطرابلسي
- دنيا سمير غانم
- محمد عبد الحليم
- شوقي المغازي
- إسماعيل فرغلي
- مصطفى عبد اللطيف
- شريف عواد
- بهجت هداي
- هيثم محمد
- راندا البحيري
- أحمد فلوكس
- فادي غالي
- نجلاء فهمي
- وليد بدر
- أحمد حسنين
- سلمى حسن
- هادي خفاجة
- مريم صبري
- سوسن بدر
- رانيا فريد شوقي
- هدى سلطان
- مصطفى رحب
- محمود علوان
- ممدوح صالح
- نجلاء حسن
- جمال يوسف
- غادة فلفل
- سحر عبد الحميد
- نجلاء شعير
- محمد رجب
- عبد الله الصفتي
- دولت سلامة
- مي عبد الواحد
- موسى سالم
- سعيد عطية
- صالح العويل
- محمود عبد الغفار
- محي الدين عبد الحميد
- سيد مصطفى
- حازم فؤاد
- هاني إبراهيم
- مجدي شاكر
- عبد اللطيف الطحاوي
- دعاء الوشاحي
- مازن الغرباوي
- مي صلاح
- ندى موسى

### إنتاج
- الشركة المصرية لمدينة الإنتاج الإعلامي (منتج)
- تلفزيون دبي. (منتج)
- هاني كشكوش (مدير الإنتاج)
- محسن عبد الوهاب   (إدارة الإنتاج)
- محمود السنجري (إدارة الإنتاج)
- عماد عبد الله   (إشراف على الإنتاج)

### موسيقى
- حسني محمود   (كلمات الأغاني)
- أحمد رمضان   (الموسيقى التصويرية والألحان)
- دنيا سمير غانم   (غناء)
- ياسر مصطفى   (غناء)
- محمود خيري (إعداد موسيقى)

### ماكياج
- حسن طه   (ماكيير)
- مجدي حسين (مساعد ماكيير)
- عصام الخضري (كوافير)
- مجدي خلف   (كوافير)

### تصوير
- محمود أبو السعود   (مدير التصوير والإضاءة)
- سعد عبد الجواد (مدير التصوير)
- مجدي الباشا (مدير التصوير)
- أحمر ريحان   (مدير التصوير)

### إخراج
- رائد لبيب (مخرج)
- عباس المصري   (مخرج منفذ)
- سامر إسلام (مخرج مساعد)

### توزيع
- الشركة المصرية لمدينة الإنتاج الإعلامي (توزيع)
- تلفزيون دبي (موزع)

### ديكور
- عرفة غانم (مهندس الديكور)
- عباس صابر (منسق مناظر)
- هاني فريد عبد الحي (خدع وتفجيرات)

### تأليف
- مجدي صابر (قصة وسيناريو وحوار)

### مونتاج
- علي دكروري   (مونتير إلكتروني)